# Резолюція Ради Безпеки ООН 3
Резолюція Ради Безпеки ООН 3 була прийнята 4 квітня 1946 року, визнавала, що радянські війська в Ірані не можуть бути виведені у час, обговорений у тристоронньому договорі, проте закликали Радянський Союз вивести у найкоротшій термін, і закликали всі держави сприяти цьому процесу. Якщо будь-які події загрожують виведенню військ, Рада Безпеки просила, інформувати.
Ця резолюція була прийнята 9 голосами, представник Австралії був присутній, але не брав участь в голосуванні, представник СРСР був відсутній.